# Тематска група
Тематска група је врста групне терапије или социјалног групног рада која укључује одређени спектар дискусија које су високо фокусиране на једну тему или теме од значаја за све учеснике у групи.